# Æon Spoke (album)
Æon Spoke è il secondo album della band progressive rock statunitense Æon Spoke, pubblicato il 30 marzo 2007 dalla SPV GmbH in Germania, successivamente poi nel resto del mondo. Dall'album è stato estratto il singolo "Emmanuel" di cui è stato girato un video oltre a quello di "Pablo (at the Park)".

## Tracce
1. Cavalry of Woe – 4:15
2. No Answers – 3:38
3. Sand & Foam – 3:20
4. Nothing – 5:23
5. The Fisher Tale – 5:25
6. Emmanuel – 4:32
7. Grace – 4:58
8. Pablo (at the Park) – 5:10
9. Yellowman – 3:46
10. Silence – 4:41

## Formazione
- Paul Masvidal - voce, chitarra elettrica, chitarra acustica, tastiere
- Sean Reinert - batteria, voce, tastiere